# 彼得伯勒联足球俱乐部
彼得伯勒联足球俱乐部（英語：Peterborough United Football Club）是一支位於英格蘭東部自治城市（Peterborough）的職業足球會，成立於1934年，於1960年取代盖茨黑德（Gateshead F.C.）加入英格兰足球联赛，球隊以「倫敦路運動場」（London Road Stadium）作為主場球場，綽號「The Posh」。彼德堡於2007/08年球季獲得乙级联赛亞軍，升級到英格兰甲级联赛作賽，翌季再獲英甲聯賽亞軍，連續兩年升級到冠軍聯賽，但最終因實力不足，僅一季即降回甲級聯賽；於达伦·弗格森回巢任教下，隨即於翌年透過附加賽升班返回英格蘭足球冠軍聯賽。不過球隊於2013年護級失敗，之後一直在英格蘭足球甲級聯賽作賽，直至2020/21球季，再次奪得甲級聯賽亞軍，再次升班到冠軍聯賽。
彼德堡联以出產優秀年青球員著稱，經由青訓計畫培訓的球員有（Simon Davies）、（Matthew Etherington）及（Adam Drury）等。

## 大事紀年
| 年 份   | 事 項 |
| ------- | --- |
| 1934–35 | 參加中部聯賽（Midland League）                                                                                            |
| 1939-40 | 中部聯賽緊急競賽（Midland League emergency competition）亞軍。獲第二次緊急競賽冠軍，於非正式附加賽3-2擊敗首次緊急競賽冠軍 |
| 1953-54 | 中部聯賽亞軍 |
| 1955-56 | 中部聯賽冠軍 |
| 1956-57 | 中部聯賽冠軍（第二次） |
| 1957-58 | 中部聯賽冠軍（第三次） |
| 1958-59 | 中部聯賽冠軍（第四次） |
| 1959-60 | 中部聯賽冠軍（第五次，五連冠）                                                                                            |
| 1960-61 | 獲選加入丁組聯賽。丁組聯賽冠軍，升級丙組                                                                                  |
| 1965-66 | 聯賽盃晉身四強 |
| 1968    | 丙組聯賽排第九位，因非法付款被罰到榜尾廿四位，降級丁組                                                                    |
| 1973-74 | 丁組聯賽冠軍，升級丙組 |
| 1979    | 丙組聯賽排第廿一位，降級丁組                                                                                              |
| 1990-91 | 丁組聯賽殿軍，升級丙組 |
| 1991-92 | 丙組聯賽排第六位，附加賽準決賽兩回合累計4-3擊敗哈德斯菲爾德，溫布萊決賽2-1擊敗史托港，升級乙組                            |
| 1992-93 | 超聯成立，乙組更名甲組〈II〉                                                                                              |
| 1994    | 甲組〈II〉聯賽排第廿四位，降級乙組〈III〉                                                                                 |
| 1997    | 乙組〈III〉聯賽排第廿一位，降級丙組〈IV〉                                                                                 |
| 1999-00 | 丙組〈IV〉聯賽排第五位，附加賽準決賽兩回合累計5-1擊敗，溫布萊決賽1-0擊敗，升級乙組〈III〉                                 |
| 2004-05 | 乙組〈III〉聯賽更名「英甲聯賽」                                                                                           |
| 2005    | 英甲聯賽排第廿三位，降班英乙聯賽                                                                                          |
| 2007-08 | 英乙聯賽亞軍，升班英甲聯賽                                                                                                |
| 2008-09 | 英甲聯賽亞軍，升班英冠聯賽                                                                                                |
| 2009-10 | 英冠聯賽排第廿四位，降班英甲聯賽                                                                                          |
| 2010-11 | 英甲聯賽排第四位，附加賽準決賽兩回合累計4-3擊敗米爾頓凱恩斯，奧脫福決賽3-0擊敗哈德斯菲爾德，升班英冠聯賽                  |
| 2012-13 | 英冠聯賽排第廿二位，降班英甲聯賽                                                                                          |
| 2013-14 | 聯賽錦標決賽以3-1擊敗切斯特菲爾德首度奪冠。英甲聯賽排第六位，附加賽準決賽兩回合累計2-3負於                                |
| 2020-21 | 英甲聯賽亞軍，升班英冠聯賽                                                                                                |
| 2021-22 | 英冠聯賽排第廿二位，降班英甲聯賽                                                                                          |
| 2022-23 | 英甲聯賽排第六位，附加賽準決賽兩回合連加時累計5-5，十二碼3-5負於                                                          |
| 2023-24 | 聯賽錦標決賽以2-1擊敗韋甘比流浪奪冠                                                                                       |
| 2024-25 | 聯賽錦標決賽以2-0擊敗伯明翰連續兩年及球隊史上第三度奪冠                                                                   |

## 近況

### 盃賽成績
| 圈數     | 日期           | 主／客   | 對賽球隊 | 紀錄                         |
| 聯 賽 盃 | 聯 賽 盃       | 聯 賽 盃 | 聯 賽 盃 | 聯 賽 盃                     |
| -------- | -------------- | -------- | -------- | ---------------------------- |
| 第一圈   | 2020年9月5日   | 主       | 車頓咸   | 負0-1 （页面存档备份，存于） |
| 足 總 盃 |                |          |          |                              |
| 第一圈   | 2020年11月7日  | 客       | 牛津聯   | 勝2-1                        |
| 第二圈   | 2020年11月29日 | 客       | 佐利     | 負1-2 （页面存档备份，存于） |

## 主場球場

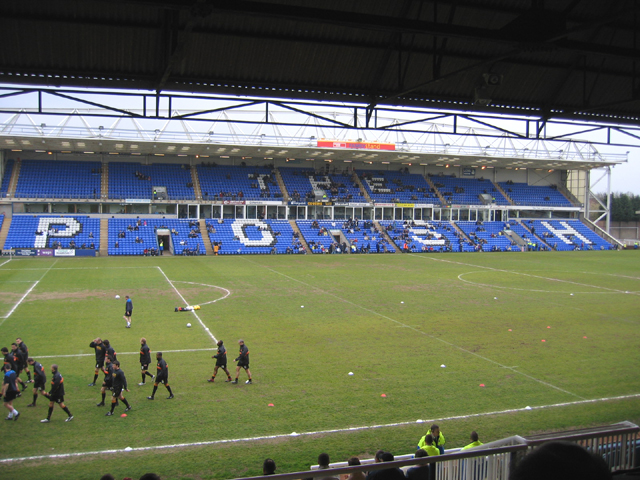
倫敦路運動場

倫敦路運動場（London Road）是位於英格蘭彼得伯勒的多用途運動場，主要用於足球比賽，是彼德堡的主場球場。球場始建於1913年，現時球場的外觀與當初已經完成不一樣，可以容納15,314名觀眾。
球場曾經由彼德堡聯控股有限公司（Peterborough United Holdings Ltd.，簡稱PUHL）擁有，球隊新班主達瑞·麦安东尼已表明無意擴展倫敦路運動場而屬意另建新球場，為此 PUHL 拒絕麦安东尼收購球隊，直到2007年8月13日，麦安东尼才能成為球隊的單一東主 。2009年12月14日，彼德堡市議會同意以800萬英鎊購入倫敦路運動場，而球會與球場的租約直到2014年才屆滿。2014年11月26日，倫敦路獲挪威公司「阿巴斯」（Abax）提供50萬英鎊五年冠名贊助合約，更名｢阿巴斯運動場｣（Abax Stadium）。2018年10月18日，球會與彼德堡市議會達成協議收購球場，相隔15年後再次擁有球場。2019年4月2日，倫敦路球場獲地產發展商「韋斯頓家居」（Weston Homes）提供200萬英鎊十年冠名贊助合約，更名｢韋斯頓家居運動場｣（Weston Homes Stadium）。

## 主要對手
對於彼德堡本地的主要競爭對手有不同的見解，老一輩的球迷較傾向，兩隊自1960年代已開始展開競爭，但新一代的球迷則視剑桥联為仇敵，兩隊的對賽被稱為「劍橋郡打吡」（Cambridgeshire derby）。

## 榮譽

彼德堡舊會徽

| 榮譽                       | 次數        | 年度                                                           |
| 聯 賽 比 賽                | 聯 賽 比 賽 | 聯 賽 比 賽                                                    |
| -------------------------- | ----------- | -------------------------------------------------------------- |
| 甲組〈III〉聯賽 亞軍       | 2           | 2008/09年、2020/21年                                           |
| 甲組〈III〉聯賽附加賽 冠軍 | 1           | 2010/11年                                                      |
| 丙組〈III〉聯賽附加賽 冠軍 | 1           | 1991/92年                                                      |
| 丁組〈IV〉聯賽 冠軍        | 2           | 1960/61年、1973/74年                                           |
| 乙組〈IV〉聯賽 亞軍        | 1           | 2007/08年                                                      |
| 丙組〈IV〉聯賽附加賽 冠軍  | 1           | 1999/00年                                                      |
| 中部聯賽 冠軍              | 6           | 1939/40年、1955/56年、1956/57年、1957/58年、1958/59、1959/60年 |
| 中部聯賽 亞軍              | 1           | 1965/66年                                                      |
| 盃 賽 比 賽                |             |                                                                |
| 聯賽錦標 冠軍              | 3           | 2014年，2024年，2025年                                         |

## 著名球員
- 加里·布林（Gary Breen）
- （Jimmy Bullard）
- （Simon Davies）
- 德雷克·杜根（Derek Dougan）
- （Matthew Etherington）
- （David Seaman）